# Slobodan Kuzmanovski
Slobodan Kuzmanovski   (Šabac, 11 de juny de 1962)

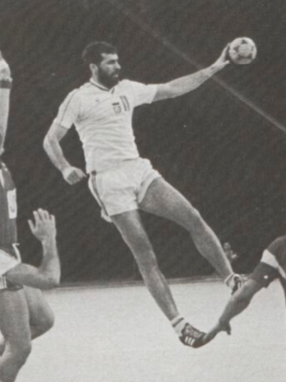
Imatge del jugador l'any 1988.

és un jugador d'handbol iugoslau, ja retirat, que va participar en els Jocs Olímpics d'Estiu de 1984 i en els Jocs Olímpics d'Estiu de 1988.
A Los Angeles 1984, formà part de la selecció iugoslava que va guanyar la medalla d'or. Hi va jugar tots sis partits, i marcà dos gols. Quatre anys més tard, a Seul 1988 hi va guanyar la medalla de bronze també amb l'equip iugoslau. Hi va jugar quatre partits, i hi va marcar set gols.
A nivell de clubs s'inicià al Metaloplastika, amb qui guanyà set lligues iugoslaves de manera consecutiva entre el 1981 i el 1988. També guanyà quatre copes iugoslaves (1979-80, 1982-83, 1983-84 i 1985-86) i dues Copes d'Europa consecutives (1984-85 i 1985-86). Posteriorment va jugar a l'estranger a Espanya, Suïssa, França i Itàlia.
Una vegada retirat va exercir d'entrenador en diferents equips.